# 3. Armee (Japanisches Kaiserreich)
Die 3. Armee (jap. 第3軍, Dai-san-gun) war ein Großverband des Kaiserlich Japanischen Heeres. Sie wurde zwischen 1904 und 1945 zweimal aufgestellt und demobilisiert. Ihr Tsūshōgō-Code (militärischer Tarnname) war Fels (岩, Iwa).

## Geschichte

### 1904 bis 1905
Nach der Schlacht am Yalu während des Russisch-Japanischen Krieges wurde die 3. Armee im August 1904 unter dem Kommando von General Nogi Maresuke  aufgestellt. Ihre Aufgabe war, das russische Port Arthur zu belagern und zur Aufgabe zu zwingen, damit die dort stationierte russische Pazifikflotte neutralisiert werden konnte. General Nogi hatte Port Arthur bereits 1894 im ersten chinesisch-japanischen Krieg mit einem einzigen Regiment eingenommen, weswegen ihm zu Anfang der Operation lediglich die 9. und 11. Division unterstellt wurden. Die Russen hatten Port Arthur seit der Inbesitznahme mit starken Befestigungen versehen und so war das japanische Oberkommando gezwungen, die 3. Armee während der verlustreichen fünfmonatigen Belagerung bis auf 150.000 Mann zu verstärken. Dazu stieß im Laufe der Belagerung die 1. Division von der 2. Armee dazu. Im August 1905 stieß die in Japan neu aufgestellte 14. Division zur 3. Armee und war mit Wachaufgaben auf der Liaodong-Halbinsel zuständig. 
Port Arthur kapitulierte am 2. Januar 1905 und Nogis verbliebene Männer machten sich auf den Weg nach Mukden, um dort mit der 1., 2., 4. und 5. Armee an der Schlacht von Mukden teilzunehmen.
Nach Ende der Kampfhandlungen wurde die 3. Armee im Januar 1906 demobilisiert.

### 1938 bis 1945
Am 13. Januar 1938 wurde die 3. Armee reaktiviert und im japanischen Marionettenstaat Mandschukuo als Teil der Kwantung-Armee eingesetzt. Ihre Aufgabe war der Schutz der östlichen Grenze zur Sowjetunion. Der 3. Armee waren die 9., 12. und 57. Division unterstellt.
Ab Juli 1942 unterstand sie dem Befehl der neu aufgestellten 1. Regionalarmee, die ihrerseits der Kwantung-Armee unterstellt war. Im Laufe des Pazifikkriegs verlagerte sich der Schwerpunkt der Kampfhandlungen von China, wo sich die Kriegsfront seit Beginn des Zweiten Chinesisch-Japanischen Kriegs 1937 von der Grenze zu Mandschukuo zunehmend entfernt hatte nach Südostasien, weshalb wiederholt Truppen und Material der 3. Armee abgezogen wurden. Die kriegserfahrenen Division wurden abgezogen und ab Anfang 1945 durch die 79., 112., 127. und 128. Division ersetzt.
Am 8. August 1945 startete die Rote Armee mit der sowjetischen Invasion der Mandschurei die Invasion Mandschukuos. Die ausgedünnte und schlecht ausgerüstete 3. Armee war wie die gesamte Kwantung- und die mandschurische Armee nicht in der Lage, nachhaltigen Widerstand zu leisten. Die letzten Einheiten der 3. Armee kapitulierten im September bei den Städten Yanji und Hunchun im Südosten Mandschukuos.

## Oberbefehlshaber
|    | Name                             | Von                | Bis                |
| -- | -------------------------------- | ------------------ | ------------------ |
| 1. | General Nogi Maresuke            | August 1904        | Januar 1906        |
|    | demobilisiert                    | Januar 1906        | 13. Januar 1938    |
| 2. | Generalleutnant Yamada Otozō     | 13. Januar 1938    | 10. Dezember 1938  |
| 3. | Generalleutnant Tada Hayao       | 10. Dezember 1938  | 12. September 1939 |
| 4. | General Suetaka Kamezo           | 12. September 1939 | 1. März 1941       |
| 5. | Generalleutnant Kawabe Masakazu  | 1. März 1941       | 17. August 1942    |
| 6. | Generalleutnant Uchiyama Eitarō  | 17. August 1942    | 7. Februar 1944    |
| 7. | Generalleutnant Nemoto Hiroshi   | 7. Februar 1944    | 22. November 1944  |
| 8. | Generalleutnant Murakami Keisaku | 22. November 1944  | September 1945     |

## Untergeordnete Einheiten

### 1904
- 1. Division
- 9. Division
- 11. Division
- 14. Division

### 1941
- 9. Division
- 12. Division
- 57. Division

### 1945
- 79. Division
- 112. Division
- 127. Division
- 128. Division